# Choerophryne proboscidea
Choerophryne proboscidea es una especie  de anfibios de la familia Microhylidae.

## Distribución geográfica
Es endémica de la costa norte de la isla de Nueva Guinea.